# Cserháthaláp
Cserháthaláp är en ort (by) i provinsen Nógrád i norra Ungern. Orten har 352 invånare (2024), på en yta av 10,47 km². Den ligger cirka 12 kilometer sydost om Balassagyarmat.